# ایکدا، گیفو
ایکدا، گیفو (به لاتین: Ikeda, Gifu) یک منطقهٔ مسکونی در ژاپن است که در استان گیفو واقع شده‌است. ایکدا  ۲۴٬۹۱۵ نفر جمعیت دارد.